# Ränkam

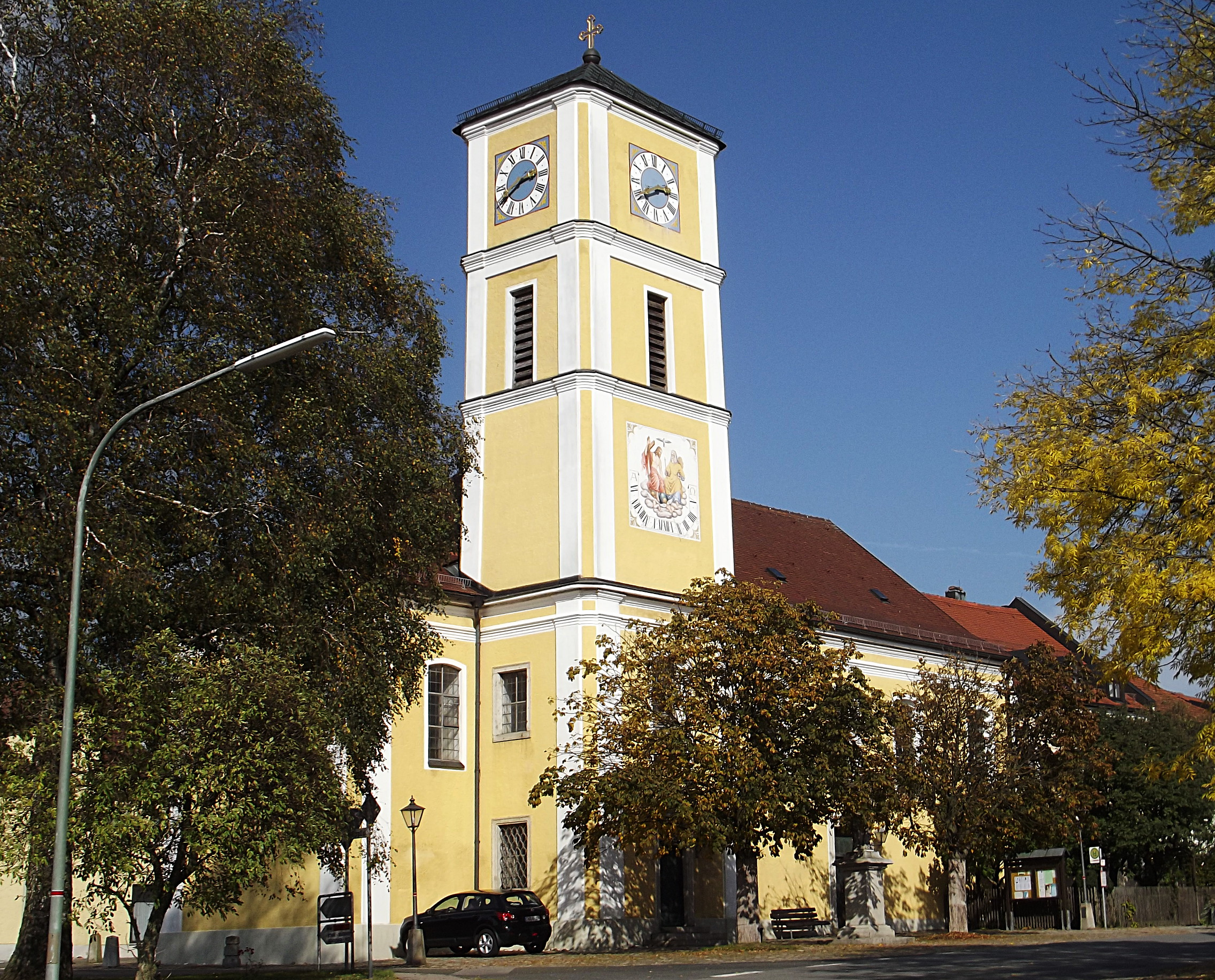
Katholische Dreifaltigkeitskirche Ränkam, ehemaliges Schloss

Ränkam ist ein Ortsteil der Stadt Furth im Wald im Landkreis Cham des Regierungsbezirks Oberpfalz im Freistaat Bayern.

## Geografie
Ränkam liegt 4 Kilometer südwestlich von Furth im Wald an der Staatsstraße 2154. Am Südwestrand der Ortschaft entspringt der Bruckmühlbach. Nördlich von Ränkam erheben sich der 538 Meter hohe Maurerriegel und der 634 Meter hohe Kirschbaumriegel.

## Geschichte
Ränkam (auch: Raeichaim, Reincheim, Ranckham, Ränckheym, Ränckhamb, Räncham, Rainkam) gehörte zunächst zur Hofmark Arnschwang und wurde 1577 selbständige Hofmark. Es gehörte im 16. und 17. Jahrhundert der Familie Fuchs und ging dann an verschiedene Adelige über, darunter Hautzenberg und Maximilian Prokop von Toerring-Jettenbach.
Im Dreißigjährigen Krieg wurde die Bevölkerung nicht nur von den feindlichen Truppen terrorisiert, sondern genauso von den eigenen Verbündeten. Im September des Jahres 1621, überschritten die kaiserlichen Truppen, geführt von Oberst von Anholt, die Grenze bei Furth im Wald und plünderten viele Ortschaften, darunter auch Ränkam, und ermordeten deren Bewohner auf grausame Weise.
Während des Österreichischen Erbfolgekrieges brachen 1742 österreichische Husaren in Ränkam in das Landsassenschloss ein, raubten es aus und führten auf Wagen ihre Beute fort.
1808 wurde die Verordnung über das allgemeine Steuerprovisorium erlassen. Mit ihr wurde das Steuerwesen in Bayern neu geordnet und es wurden Steuerdistrikte gebildet. Dabei wurde Ränkam Steuerdistrikt. Der Steuerdistrikt Ränkam bestand aus den Ortschaften Rußmühle, Waradein, Ziegelhütte, Degelberg und Ried bei Gleißenberg.
1821 wurden im Landgericht Cham Gemeinden gebildet. Dabei wurde Ränkam patrimonialgerichtische Gemeinde, die mit dem Steuerdistrikt Ränkam identisch war. Sie hatte ein Patrimonialgericht I. Klasse unter Freiherr von Völderndorff. 1851 wurde Ried bei Gleißenberg aus der Gemeinde Ränkam herausgelöst und eigenständige Gemeinde.
1832 hatte Ränkam 40 Anwesen, darunter 2 Hütehäuser.
Als 1933 nach der Machtergreifung der Nationalsozialisten sich in Gleißenberg niemand finden ließ, der den neuen Ideen huldigte, wurde aus Ränkam ein Propagandist geholt. Der Gleißenberger Bürgermeister und seine acht Gemeinderäte wurden von den Nationalsozialisten verhaftet und in Furth eingesperrt.
Von 1867 bis 1946 bestand die Gemeinde Ränkam aus den Ortsteilen Bruckmühle, Degelberg, Kühberg, Leinmühle, Ränkam, Rußmühle, Tradt, Waradein und Ziegelhütte. 1946 wurde die Gemeinde Grabitz zerschlagen. Grabitz mit Stieberg und Tradtbauer wurde nach Furth im Wald eingemeindet und Haberseigen kam zur Gemeinde Ränkam. Bei der Gebietsreform in Bayern wurde 1972 die Gemeinde Ränkam mit ihren Gemeindeteilen Bruckmühle, Degelberg, Haberseigen, Kühberg, Leinmühle, Ränkam, Rußmühle, Tradt, Waradein und Ziegelhütte in die Stadt Furth im Wald eingemeindet.

## Kuratbenefizium Ränkam
Ränkam wurde 1726 vom Grafen Leonhard Simpert von Törring-Jettenbach als inkurates Benefizium in seine Schlosskapelle gestiftet. Es gehörte zur Pfarrei Arnschwang im Dekanat Cham. Als Ränkam 1833 in das Eigentum des bayerischen Staates überging, wurde dieses Benefizium 1835 in ein Schulbenefizium umgeändert. 1902 wurde Ränkam Kuratbenefizium. Zum Kuratbenefizium Ränkam gehören Bruckmühle, Degelberg, Haberseigen, Kühberg, Leinmühle, Tradt und Waradein. Insgesamt gab es im Kuratbenefizium Ränkam 1997 941 Katholiken und 12 Nichtkatholiken. 1997 hatte Ränkam 770 Katholiken.

## Einwohnerentwicklung ab 1838
| Jahr | Einwohner | Gebäude |
| ---- | --------- | ------- |
| 1838 | 469       | 68      |
| 1861 | 493       | 161     |
| 1871 | 479       | 185     |
| 1885 | 507       | 79      |
| 1900 | 552       | 93      |
| 1913 | 524       | 81      |

| Jahr | Einwohner | Gebäude |
| ---- | --------- | ------- |
| 1925 | 509       | 91      |
| 1950 | 625       | 95      |
| 1961 | 504       | 99      |
| 1970 | 554       | k. A.   |
| 1987 | 691       | 188     |
| 2019 | 670       | k. A.   |

## Sehenswürdigkeiten und Tourismus
Die Dreifaltigkeitskirche in Ränkam, Hauptstraße 30, ist mit ihrer Ausstattung denkmalgeschützt (Denkmalnummer D-3-72-126-76). Es handelt sich um eine traufständigen Saalkirche mit eingezogenem Chor, Walmdach, Chorflankenturm mit Zeltdach und Pilastergliederungen. Sie wurde unter Einbeziehung von Teilen des ehemaligen Schlosses erbaut und nach Osten erweitert. Ihr Chor ist die ehemalige Schlosskapelle aus dem 18. Jahrhundert. Das Langhaus und der Turm wurden 1860 erbaut. Vor der Kirche steht eine Statue des hl. Johannes Nepomuk aus Granit auf einem profilierten Pfeiler. Sie stammt aus dem 18. Jahrhundert.
Neben der Kirche steht das ebenfalls denkmalgeschützte Benefiziatenhaus, Hauptstraße 28, das auch Teile des ehemaligen Schlosses enthält.(Denkmalnummer D-3-72-126-75) Es handelt sich um einen zweigeschossigen und traufständigen Satteldachbau aus dem Jahr 1860.
Das Gelände um die Dreifaltigkeitskirche und das Benefiziatenhaus ist ein Bodendenkmal mit der Denkmalnummer D-3-6742-0037. Hier gibt es archäologische Befunde der frühen Neuzeit im Bereich des ehemaligen Schlosses von Ränkam.
Durch Ränkam führen der Goldsteig und der Mountainbikeweg MTB-Tour 17.